# Callospermophilus saturatus
Callospermophilus saturatus is een zoogdier uit de familie van de eekhoorns (Sciuridae). De wetenschappelijke naam van de soort werd voor het eerst geldig gepubliceerd door Rhoads in 1895.

## Voorkomen
De soort komt voor in Canada en de Verenigde Staten.